# Castianeira quadritaeniata
Castianeira quadritaeniata är en spindelart som först beskrevs av Simon 1905.  Castianeira quadritaeniata ingår i släktet Castianeira och familjen flinkspindlar. Inga underarter finns listade.